# Imbrasia convexa
Imbrasia convexa är en fjärilsart som beskrevs av Eugène Louis Bouvier. Imbrasia convexa ingår i släktet Imbrasia och familjen påfågelsspinnare. Inga underarter finns listade i Catalogue of Life.